# Gentiana tatsienensis
Gentiana tatsienensis är en gentianaväxtart som beskrevs av Adrien René Franchet. Gentiana tatsienensis ingår i släktet gentianor, och familjen gentianaväxter. Inga underarter finns listade i Catalogue of Life.